# جوليس غارنييه
جوليس غارنييه (بالفرنسية: Jules Garnier)‏ هو مهندس فرنسي، ولد في 25 نوفمبر 1839 في سانت إتيان في فرنسا، وتوفي في 8 مارس 1904 في جوربيو في فرنسا.